# アレクサンドル・ヴスティン

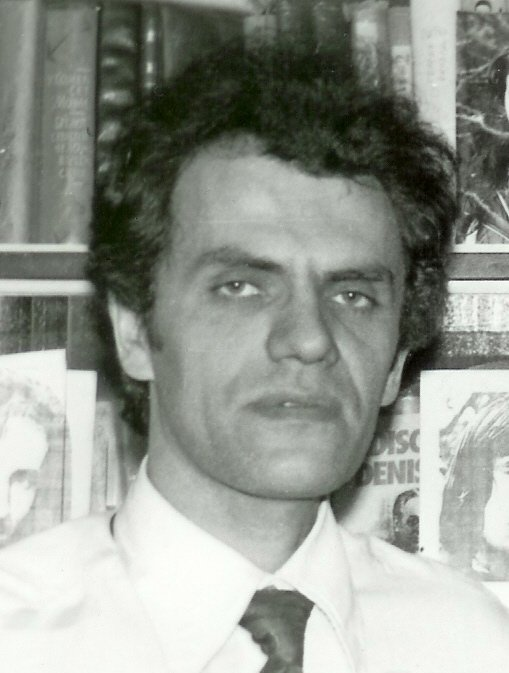
アレクサーンドル・ヴースチン

アレクサーンドル・クジミーチ・ヴースチン（ロシア語: Алекса́ндр Кузьми́ч Ву́стин / Alexander Kuzmich Vustin, 1943年4月24日 モスクワ - 2020年4月19日）は、
旧ソ連邦およびロシアの作曲家。日本では、「ウスティン」と紹介されることが多い。

## 略歴
最初は地方の音楽大学でグリゴリー・フリートに作曲を師事するが、後にモスクワ音楽院でヴラジーミル・フェレーに師事して1969年に修了した。1969年から1974年にかけてソ連ラジオ局の音楽部長を務め、1974年からはモスクワの楽譜出版社ソヴェツキー・コンポジトル（Совецкий　Композитор）に編集者として勤務した。
夫人のマリナ・イェリャノヴァもモスクワ放送局の音楽部長である。息子ユーリは合唱団「アンサンブル・マドリガル」の団員で、即興演奏家としても活動している。ヴスティン作品の録音にユーリが起用されて即興演奏を行うこともある。
テルミンのプロ奏者でもある。

## 作風
作曲家としての活動は1963年に遡る。しかしながら当人は、1972年以降の作品のみを承認しており、それ以前のものは認めていない。ヴスティンの音楽語法は、楽曲のテクスチュアの際立った組織化が特徴的である。ヴスティンも十二音技法を用いはするが、独自の方法によっている。最初の重要な作品は1970年代半ばに作曲されている。木管楽器と金管楽器、打楽器のために作曲され、恩師グリゴリー・フリートに献呈された8分ほどの長さの《ことば》（1975年）と、バリトンと弦楽四重奏のために作曲された3分ほどの長さの《ボリス・クリュズネルを偲んで》（1977年、ユーリ・オレシャの自叙伝風の歌詞による）がそれである。そのほかに印象深い作品に、マタイ福音書第5章を用いて、ボーイソプラノ（もしくはカウンターテノール）と室内アンサンブルのために作曲された《魂の貧しき者に幸いあれ》（1988年作曲）が挙げられる。
歌劇《恋する悪魔》は、ジャック・カゾットの同名の小説を基にヴラジーミル・ハチャトゥーロフが作成したロシア語の台本によっている。1975年から1989年までのおよそ15年間の苦心の作で、おそらく最も重要なヴスティン作品のうちの一つである。にもかかわらず、《恋する悪魔》は未だに舞台化されていない。《恋する悪魔》の素材は、同時期に創作された多数の楽曲の母胎となった。

### 受容
ヴスティンの作品は、クレメラータ・ムジカ、ロッケンハウス室内楽フェスティバル、モスクワ・フォーラム、モスクワの秋、ドナウエッシンゲン音楽の日々、チューリヒ現代音楽の日々、オランダ音楽祭、第14回ベルリン音楽ビエンナーレなど、しばしば多くの主要な音楽祭のプログラムに取り上げられている。ヴスティン作品を取り上げてきた指揮者や演奏家に、ラインベルト・デ・レーウやレフ・マルキス、エリ・クラース、イーゴリ・ドロノフ、アレクサンドル・ラザレフ、ヴィタリー・カターエフ、ギドン・クレーメル、マーティン・ブラビンズ、クリストフ・ハーゲルらの名が挙げられる。演奏団体では、クレメラータ・バルティカやアムステルダム吹奏楽団、シェーンベルク・アンサンブル、オランダ・フィルハーモニー放送管弦楽団、ニュー・シンフォニエッタ・アムステルダム、モスクワ現代音楽アンサンブル、ボリショイ劇場ソリスト・アンサンブル、BBC交響楽団などがある。

## 作品一覧

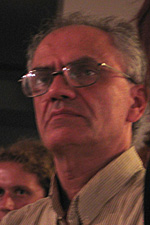
Alexander Vustin (2008)

### 習作
- 弦楽四重奏曲 1966年
- 交響曲 1969年

### 歌劇
- 《恋する悪魔（フランス語: Le Diable amoureux / ロシア語: Влюблённый дьявол）》（全3幕、原作：ジャック・カゾット、台本：ヴラジーミル・ハチャトゥロフ、1975年 - 1989年）

### 声楽曲
- 『トロペッツ』から3つの歌 （1972年）
- バリトンと弦楽四重奏のための《追悼ボリス・クリュズネル》（原詩：ユーリ・オレシャ、 1977年）
- 女声独唱と男声合唱、器楽合奏のための《綺想曲（Capriccio）》 （1977年）
- バリトンと13人の奏者のための《帰郷》（原詩：ディミトリー・シチェドロヴィルスキー、 1981年、編成：2つの弦楽四重奏、2つのピアノ、ホルン、2人の打楽器奏者）
- バリトンと打楽器のための《コズマ・プルトコフの余暇 (Досуги Козмы Пруткова）》 （1982年）
- 児童合唱と管弦楽のための《祝日（Праздник）》 （1987年）
- 声楽とアンサンブルのための《魂の貧しき者に幸いあれ》 （1988年）
- 語り手と弦楽合奏、バスドラムのための《ザイツェフの手紙》 （1990年）
- アンサンブルのための《10名のための音楽》（原詞：ジャン＝フランソワ・ド・ラ・アルプ、 1991年）
- クラリネット、バスクラリネット、ヴィオラ、チェロ、コントラバスとソプラノのための《3つの歌》（原詩：アンドレイ・プラトノフの小説『チェヴェングル（Чевенгур）』より、 1992年）
- 混声合唱、打楽器とオルガンのための《神の羔（Agnus Dei）》 （1993年）
- ソプラノと弦楽合奏のための《小さな鎮魂歌（Small Requiem）》 （1994年）
- 男声合唱と管弦楽のための《歌》（原詞：アンドレイ・プラトノフの小説『チェヴェングル（Чевенгур）』より、1995年）
- 合唱とアンサンブルのための《来たれ聖霊（ラテン語: Veni Sancte Spiritus）》

### 協奏曲
- 打楽器、鍵盤楽器と弦楽合奏のための協奏曲《記憶 第2番（Memoria2）》 (1978年）
- 打楽器と小オーケストラのための協奏曲《ベートーヴェンを讃えて（Hommage à Beethoven）》 （1984年）

### 管弦楽曲
- 無題 （Sine Nomine, 2000年）
- ヴァイオリン独奏と弦楽合奏、打楽器のための《タンゴ「ギドンを讃えて」（Tango hommage à Gidon）》

### 室内楽曲
- 室内アンサンブルのための《3楽章の夜想曲》（1972年、1982年改訂）
- 6つの楽器のためのソナタ（1973年、編成：ピッコロ、フルート、クラリネット、ヴィオラ、チェロ、5台のコントラバス）
- 合奏曲《『トロペッツ』の歌》（1975年）
- 合奏曲《ことば》（1975年）
- オーボエ独奏のための《お伽噺（Сказка）》（1979年）
- 合奏曲《英雄的な子守唄》（1991年）
- 合奏曲《息子へ（Посвящённые сыну）》（1992年）
- 弦楽四重奏曲《曲が産まれる》 （1994年）
- サクソフォン、ヴィブラフォン、チェロのための《天使のための音楽（Musique pour l'ange）》 （1995年）
- ピアノ三重奏曲 （1999年）

### 鍵盤楽曲
- ピアノ・ソナタ（《6楽器のためのソナタ》のピアノ独奏版、 1973年）
- ピアノ曲《ラメント》 （1974年）
- オルガン曲《白い音楽》 （1990年）

### その他
- 映画『アンナ・カラマゾワ』のための音楽